# 国立磐梯青少年交流の家
国立磐梯青少年交流の家（こくりつばんだいせいしょうねんこうりゅうのいえ）は、福島県耶麻郡猪苗代町にある社会教育施設。

## 概要
国立青少年交流の家の3番目の施設として1966年に開所。磐梯朝日国立公園の磐梯山麓南面に位置する。"山と湖の磐梯"をキャッチフレーズとしている。
青少年団体やスポーツ少年団、学校、部活動、サークル、子供会、企業、家族などで利用が可能で、2人以上の団体であれば利用の申請が可能。登山やハイキング、創作活動や自然体験、スポーツ、キャンプ、宿泊研修など、数多くの活動が可能である。

## 沿革
- 1964年（昭和39年）12月 - 福島県耶麻郡猪苗代町に設置が決定。
- 1966年（昭和41年）5月 - 開所。
- 1968年（昭和43年）8月 - 皇太子・皇太子妃（現上皇・上皇后）来所。
- 1970年（昭和45年）5月 - 天皇・皇后（昭和天皇）来所。
- 2001年（平成13年）4月 - 独立行政法人国立青年の家設置に伴い「独立行政法人国立青年の家国立磐梯青年の家」に移行。
- 2006年（平成18年）4月 - 独立行政法人統合で、独立行政法人国立青少年教育振興機構発足に伴い、「独立行政法人国立青少年教育振興機構国立磐梯青少年交流の家」に移行。

## 施設
- 本館
  - 研修室や和室、多目的室などがある。
- 講堂棟
  - 300名が利用可能な講堂や、コミュニケーションルームなどがある。
- 宿泊棟
- 講師宿泊棟
- 談話棟
  - ミーティングルームやランドリー、ラウンジがある。
- 武道館
  - 縦13.5m、横13.5m。
- 総合研修館
- 体育館
  - 縦22.1m、横33.4m（バスケットボール1面、バレーボール2面、バドミントン3面）。2Fには卓球台もある。
- 食堂
  - 240人収容。
- つどいの広場
- 浴場
  - ばんだいの湯、いなわしろの湯
- 自然体験館
  - ネイチャーライブラリーや天体観測室などがある。
- ボランティア棟
- 弓道場
- グランド
  - 陸上競技やサッカー場として利用可能。
- グランド倉庫
- 野球場
  - 軟式野球場1面、ソフトボール2面。
- テニスコート
  - オムニコート3面。
- ふれあい広場
- 野外ステージ
- キャンプ場広場
- からまつサイト
- あかまつサイト
- こならサイト
- しらかばサイト
- 第1営火場
- 第2営火場
- 第3営火場
- 第4営火場
- 第1炊飯棟
- 第2炊飯棟
- 野外炊飯倉庫
- キャンプ管理棟
- 休憩所
- こどもの森①
- こどもの森②
- こどもの森③

## 交通アクセス
- 車
  - 磐越自動車道・猪苗代磐梯高原インターチェンジより約15分[2]。
- 電車
  - JR磐越西線猪苗代駅よりタクシーで約10分（約4.6km）[2]。

駐車場あり（大型バス8台、普通乗用車35台）